# 布法羅 (愛荷華州)
布法羅（英語：Buffalo）是一個位於美國愛荷華州斯科特縣的城市。

## 地理
布法羅的座標為41°27′33″N 90°44′16″W / 41.45917°N 90.73778°W，而該地的平均海拔高度為172米（即565英尺）。

## 人口
根據2010年美國人口普查的數據，布法羅的面積為16.81平方千米，當中陸地面積為16.71平方千米，而水域面積為0.10平方千米。當地共有人口1270人，而人口密度為每平方千米75人。